# Межевий
Межеви́й (рос. Межевой) — селище у складі Первомайського району Оренбурзької області, Росія.

## Населення
Населення — 106 осіб (2010; 156 у 2002).
Національний склад (станом на 2002 рік):
- казахи — 97 %